# Microterys gilberti
Microterys gilberti är en stekelart som först beskrevs av Girault 1915.  Microterys gilberti ingår i släktet Microterys och familjen sköldlussteklar. Inga underarter finns listade i Catalogue of Life.